# Ormocerus latus
Ormocerus latus är en stekelart som beskrevs av Walker 1834. Ormocerus latus ingår i släktet Ormocerus och familjen puppglanssteklar.
Artens utbredningsområde är:
- Tyskland.
- Nederländerna.
- Rumänien.
- Spanien.
- Sverige.

Arten är reproducerande i Sverige. Inga underarter finns listade i Catalogue of Life.